# Żanna Jorkina
Żanna Dmitrijewna Jorkina (po mężu Siergiejczik, ros. Жанна Дмитриевна Ёркина, ur. 6 maja 1939 w mieście Solcy w obwodzie nowogrodzkim, zm. 25 maja 2015) – inżynier, major lotnictwa, kosmonautka radziecka.

## Życiorys
Szkołę średnią ukończyła w Tambowie w 1956. Później została studentką Instytutu Pedagogicznego w Riazaniu. Po studiach w 1961 rozpoczęła pracę w szkole podstawowej w jednej z wiosek obwodu riazańskiego. Równocześnie uprawiała spadochroniarstwo w tamtejszym aeroklubie. Tam też po raz pierwszy zaproponowano jej udział w naborze do oddziału kosmonautek. Pomyślnie przeszła badania w Centralnym Wojskowym Naukowo-Badawczym Szpitalu Lotnictwa (ЦВНИАГ) i zakwalifikowała się do końcowego etapu eliminacji. 
3 kwietnia 1962 oficjalnie została przyjęta do oddziału kosmonautów. Dwa dni później, w związku nominacją, otrzymała powołanie do wojska. Po przejściu podstawowego przeszkolenia Jorkina w grudniu 1962 zdała wszystkie egzaminy i została skierowana do szkolenia w ramach programu Wostok. Od stycznia do maja 1963 przygotowywała się do lotu na statku Wostok 6. Trenowała wspólnie w Walentiną Tierieszkową, Iriną Sołowiową i Walentina Ponomariową. Od maja 1965 przez rok przechodziła szkolenie do planowanego wówczas lotu na statku kosmicznym Woschod 5. Jorkina razem z Tatjaną Kuzniecową wchodziły w skład drugiej załogi. W podstawowej znalazły się: Walentina Ponomariowa i Irina Sołowjowa. Miała być to druga misja z załogą składająca się wyłącznie z kobiet. Zakładano wtedy, że będzie to 10-15 dniowy lot połączony z wyjściem jednej z kosmonautek w kosmos. Później planowany czas lotu wydłużono do 15-20 dni. Zamierzenia te nie zostały jednak zrealizowane, ponieważ po śmierci Siergieja Korolowa program Woschod został przerwany. W maju 1969 zakończyła studia na wydziale inżynierskim Wojskowej Akademii Lotniczej im. N.E. Żukowskiego i uzyskała tytuł pilota-kosmonauty inżyniera. 
1 października 1969 rozkazem dowództwa lotnictwa rozwiązano grupę kobiet przygotowujących się do lotu w kosmos, ponieważ w najbliższej perspektywie nie przewidywano takich misji. Od października 1969 pracowała na różnych stanowiskach w Centrum Wyszkolenia Kosmonautów im. J. Gagarina w Gwiezdnym Miasteczku pod Moskwą.
20 lipca 1989 rozkazem ministra obrony ZSRR, z uwagi na osiągnięty wiek, została przeniesiona do rezerwy.